# 深陷情网
《深陷情网》是美国节奏蓝调及灵乐歌手艾莉西亞·凱斯创作录制发行的第一支单曲。收录在其个人首张专辑《极微之歌》中。于2001年派台并拍摄MV。这首歌也被认为是艾莉西亞的代表作。深陷情网成为了艾莉西亞首支公告牌百強單曲榜榜冠军单曲，并在全球多数国家流行起来。这首歌的成绩也是仅次于2007年发行的《no one》，第二出色的单曲。深陷情网赢得了2002年格莱美奖3项大奖，包括年度最佳单曲，最佳节奏蓝调歌曲，最佳节奏蓝调女声演绎。根据告示牌于2009年底评选的最佳十年热门歌曲奖位列29位。滚石杂志将这首歌评为21世纪前十年最佳歌曲的第62位。《搅拌机》杂志将这首歌评为音乐诞生以来最佳500首歌曲的413位。

## 创作背景
艾莉西亞认为这首歌是她的代表作，她解释这首歌表达的是感情生活中分分合合的事情。有时候你对待感情充满憧憬，有时候你却无法容忍，有时候你陷入情感的抉择，当你你陷入和离开一段感情，这就是关于这首歌的故事。
尽管这首歌被认为是艾莉西亞的代表作，但这首歌差点没有成为艾莉西亞的专辑中的歌曲。在她加入J唱片公司之前，她曾经于索尼旗下的哥伦比亚唱片公司签约，哥伦比亚公司认为她应该演唱一些别人创作的主流电台可以播放的歌曲，但是艾莉西亞坚持录制自己创作的歌曲。结果她事业搁置了两年。由于索尼公司对她展现的並不怎麼有興趣，因此她决定利用自己的空余时间创作一首歌。當下，和音急速的弹奏在她脑中浮现，她根据自己第一段认真而浪漫的感情故事迅速创作出了歌曲和歌词。
由于艾莉西亞事业依然搁置，这首歌名义上并不属于她，索尼公司打算将这首歌给新签约的天才歌手金·史考特 (Kim Scott)录制，因此過程中想要自己演唱录制这首歌并不容易。起初，艾莉西亞放弃了这首歌同意让金·史考特演唱，但随后她改变了主意。阿里斯塔唱片公司的克萊夫·戴維斯听说了艾莉西亞，并被她的才华吸引，在他创立了自己的厂牌J唱片公司之后，将艾莉西亞招致麾下。
自从到了J唱片公司，艾莉西亞开始录制自己的首张专辑，《极微之歌》。与在索尼不同，J唱片公司并不在意艾莉西亞是否录制自己创作的歌曲，反而鼓励她这么做。在选择专辑打榜的首支单曲时，艾莉西亞与杰梅因·杜普利 (Jermaine Dupri共同创作的歌曲《女朋友》最初被考虑，但最终艾莉西亞和公司高层认为深陷情网是最好的选择。

## 音乐风格
深陷情网是一首深受福音音乐影响的歌曲，歌曲开篇以钢琴和鼓作为基本编曲，并随着音乐逐渐达到高潮。歌曲录制中还邀请了 Miri Ben-Ari 进行小提琴的演奏，艾丽西亚与 Kerry "Krucial" Brothers 共同对这首歌进行了后期合成，这首歌取样字詹姆士·布朗1966年创作的歌曲「It's a Man's Man's Man's World」，此歌采用E小调谱写成。